# زيانج
زيانج (بالصينية: 资阳市 )‏ هي مدينة على مستوى محافظة، في جمهورية الصين الشعبية، تتبع سيتشوان، تبلغ مساحتها 7,962 كيلومتر مربع، رمزها البريدي هو 641300.

## المناخ
يظهر الجدول التالي التغييرات المناخية على مدار السنة لزيانج:
| البيانات المناخية لـزيانج                        | البيانات المناخية لـزيانج | البيانات المناخية لـزيانج | البيانات المناخية لـزيانج | البيانات المناخية لـزيانج | البيانات المناخية لـزيانج | البيانات المناخية لـزيانج | البيانات المناخية لـزيانج | البيانات المناخية لـزيانج | البيانات المناخية لـزيانج | البيانات المناخية لـزيانج | البيانات المناخية لـزيانج | البيانات المناخية لـزيانج | البيانات المناخية لـزيانج |
| الشهر                                            | يناير                     | فبراير                    | مارس                      | أبريل                     | مايو                      | يونيو                     | يوليو                     | أغسطس                     | سبتمبر                    | أكتوبر                    | نوفمبر                    | ديسمبر                    | المعدل السنوي             |
| ------------------------------------------------ | ------------------------- | ------------------------- | ------------------------- | ------------------------- | ------------------------- | ------------------------- | ------------------------- | ------------------------- | ------------------------- | ------------------------- | ------------------------- | ------------------------- | ------------------------- |
| الدرجة القصوى °م (°ف)                            | 18.9 (66.0)               | 23.2 (73.8)               | 31.9 (89.4)               | 34.1 (93.4)               | 37.8 (100.0)              | 36.6 (97.9)               | 38.2 (100.8)              | 38.6 (101.5)              | 38.0 (100.4)              | 31.0 (87.8)               | 25.6 (78.1)               | 19.4 (66.9)               | 38.6 (101.5)              |
| متوسط درجة الحرارة الكبرى °م (°ف)                | 10.1 (50.2)               | 12.5 (54.5)               | 17.2 (63.0)               | 23.1 (73.6)               | 27.4 (81.3)               | 29.0 (84.2)               | 31.1 (88.0)               | 30.9 (87.6)               | 26.6 (79.9)               | 21.4 (70.5)               | 16.9 (62.4)               | 11.2 (52.2)               | 21.5 (70.6)               |
| المتوسط اليومي °م (°ف)                           | 6.7 (44.1)                | 8.9 (48.0)                | 12.8 (55.0)               | 18.1 (64.6)               | 22.4 (72.3)               | 24.6 (76.3)               | 26.6 (79.9)               | 26.2 (79.2)               | 22.5 (72.5)               | 17.8 (64.0)               | 13.2 (55.8)               | 8.1 (46.6)                | 17.3 (63.2)               |
| متوسط درجة الحرارة الصغرى °م (°ف)                | 4.3 (39.7)                | 6.2 (43.2)                | 9.6 (49.3)                | 14.3 (57.7)               | 18.6 (65.5)               | 21.3 (70.3)               | 23.3 (73.9)               | 23.0 (73.4)               | 19.8 (67.6)               | 15.5 (59.9)               | 10.8 (51.4)               | 5.8 (42.4)                | 14.4 (57.9)               |
| أدنى درجة حرارة °م (°ف)                          | −2.6 (27.3)               | 0.2 (32.4)                | −0.3 (31.5)               | 5.5 (41.9)                | 9.2 (48.6)                | 14.9 (58.8)               | 17.9 (64.2)               | 16.5 (61.7)               | 13.4 (56.1)               | 4.7 (40.5)                | 1.7 (35.1)                | −2.6 (27.3)               | −2.6 (27.3)               |
| الهطول مم (إنش)                                  | 10.9 (0.43)               | 14.3 (0.56)               | 25.9 (1.02)               | 47.2 (1.86)               | 81.2 (3.20)               | 135.4 (5.33)              | 179.8 (7.08)              | 176.8 (6.96)              | 117.4 (4.62)              | 42.9 (1.69)               | 18.8 (0.74)               | 9.2 (0.36)                | 859.8 (33.85)             |
| متوسط الرطوبة النسبية (%)                        | 84                        | 81                        | 77                        | 75                        | 73                        | 80                        | 82                        | 82                        | 84                        | 84                        | 83                        | 84                        | 81                        |
| المصدر: China Meteorological Data Service Center |                           |                           |                           |                           |                           |                           |                           |                           |                           |                           |                           |                           |                           |

## التقسيمات الإدارية
- Yanjiang, Ziyang [الإنجليزية]‏
- Anyue County [الإنجليزية]‏
- Lezhi County [الإنجليزية]‏.

## أعلام
- يو جيان